# Дальбергия чернодревесная
Дальбергия чернодревесная, или Дальбергия меланоксилон, или Африканское розовое дерево (лат. Dalbergia melanoxylon) — древесное растение, вид рода Дальбергия семейства Бобовые (Fabaceae). Растение известно также под другими именами, такими как мпинго (суахили mpingo), бабанус, гренадилла, гренадил.
Произрастает в регионах Африки в сезонно засушливых районах от Сенегала на восток до Эритреи и на юг до бывшей провинции Трансвааль в Южной Африке.

## Описание
Небольшое дерево с серой корой и покрытыми шипами ветками; достигает в высоту 4—15 м. Листья, опадающие во время сухого сезона, очерёдно расположенные, перистые, 6—22 см длиной, с 6—9 непарных листиков. Цветки белые, собраны в плотные соцветия. Плоды представляют собой стручки 3—7 см длиной, содержат одно или два семени.

## Использование
Древесина этого дерева, носящая коммерческое название гренадил, находит применение при изготовлении музыкальных инструментов.

## Сохранение
Сохранением этого вида занимаются две организации, Mpingo Conservation Project и African Blackwood Conservation Project.
Mpingo Conservation Project (MCP) занимается исследованиями и практической охраной мпинго. Сохранение этого дерева и его естественной среды обитания может быть достигнуто обучением местного населения экологичным методам лесного хозяйствования и обеспечением ему возможности торговать древесиной мпинго. Чтобы добиться этого, MCP помогает сельским общинам получать сертификаты FSC.
African Blackwood Conservation Project работает вокруг горы Килиманджаро, высаживая деревья мпинго и обучая местное население. Также занимается пропагандой среди взрослых и женщин экологичным способам использования окружающей среды.

## Таксономия
Вид Далбергия меланоксилон входит в род Далбергия (Dalbergia) семейства Бобовые (Fabaceae).
|  |                                      |  |                                                       |                                                       |                   |  | ещё 3 семейства (согласно Системе APG II) | ещё 3 семейства (согласно Системе APG II) |                            |  |  |  | от 100 до 300 видов |
|  |                                      |  |                                                       |                                                       |                   |  | ещё 3 семейства (согласно Системе APG II) | ещё 3 семейства (согласно Системе APG II) |                            |  |  |  | от 100 до 300 видов |
|  |                                      |  |                                                       | порядок Бобовоцветные                                 |                   |  |                                           |                                           | род Далбергия              |  |  |  |                     |
|  |                                      |  |                                                       | порядок Бобовоцветные                                 |                   |  |                                           |                                           | род Далбергия              |  |  |  |                     |
|  | отдел Цветковые, или Покрытосеменные |  |                                                       |                                                       | семейство Бобовые |  |                                           |                                           | вид Далбергия меланоксилон |  |  |  |                     |
|  | отдел Цветковые, или Покрытосеменные |  |                                                       |                                                       | семейство Бобовые |  |                                           |                                           |                            |  |  |  |                     |
|  |                                      |  | ещё 44 порядка цветковых растений (по Системе APG II) | ещё 44 порядка цветковых растений (по Системе APG II) |                   |  |                                           | ещё более 730 родов                       | ещё более 730 родов        |  |  |  |                     |
|  |                                      |  |                                                       | ещё 44 порядка цветковых растений (по Системе APG II) |                   |  |                                           |                                           | ещё более 730 родов        |  |  |  |                     |